# 慢人
《慢人》（英語：Slow Man），是南非英語作家约翰·马克斯韦尔·库切的长篇小说。

## 写作和出版
《慢人》是库切2005年完成与发表的长篇小说。

## 内容
《慢人》讲述了一个单身摄影师在一次车祸中失去一条腿，但是他仍然坚强生活的故事。

## 译著
简体中文版本已经由翻译家邹海仑翻译。